# جرجا
جرجا نام شهر و شهرستانی در استان سوهاج مصر است.
جرجا از شهرهای مهم اسلامی در دوران عثمانی‌ها و مملوک‌ها بود.
در جرجا آثار اسلامی زیادی از جله مسجد چینی، مسجد حسن و مسجد جلال و گرمابه به چشم می‌خورد.
نام جرجا از نام یکی از فرعون‌های مصر به نام جرجیو یعنی خواهر رامسس دوم گرفته شده‌است.

## روستاها
روستاهای پیرامون جرجا عبارت‌اند از:
المجابره المجابره، مزاتا والشیخ جبر، الزواتنه البحریه، الزواتنه القبلیه، کوم الصعایدهنجع بهنسی البربا البربا، خارفة جرجا، المساعید، بندار التبینات، بندار الرملیه، اولاد بهیج، نجوع بندار بیت علام بیت علام، کوم اشکیلو، الزنقور، المشاوده بیت داود بیت داود، المحاسنه، بیت خلاف، بیت الخریبی، الجواهین، الرقاقنه العوامر بحری العوامر بحری، العوامر قبلی-القرعان، بنی عیش، نجوع الغباشی